# 第202回国会
第202回国会（だい202かいこっかい）とは、2020年（令和2年）9月16日に召集された臨時国会。会期は同年9月18日までの3日間。

## 各党・会派の議席数
| 計465、2020年（令和2年）9月16日時点 - 自由民主党・無所属の会 - 284 - 立憲民主・国民・社民・無所属 - 119 - 公明党 - 29 - 日本共産党 - 12 - 日本維新の会・無所属の会 - 11 - 希望の党 - 2 - 無所属 - 8 - 欠員 - 0 | 計245、2020年（令和2年）9月16日時点 - 自由民主党・国民の声 - 113 - 立憲民主・社民 - 44 - 公明党 - 28 - 日本維新の会- 16 - 国民民主党・新緑風会 - 14 - 日本共産党 - 13 - 沖縄の風 - 2 - れいわ新選組 - 2 - 碧水会 - 2 - みんなの党 - 2 - 各派に属しない議員 - 9 - 欠員 - 0 |

## 今国会の動き

### 召集前
- 8月28日 - 安倍晋三内閣総理大臣が持病再発を理由に辞任を表明した。後継の新総裁が選出されるまでは職務を継続する方針[3]。
- 9月14日 - 自民党総裁選が行われ、菅義偉が自民党の新総裁に選出された[4]。

### 会期中
- 9月16日 - 召集。
  - 第4次安倍第2次改造内閣が午前の臨時閣議で総辞職した。
  - その後、衆議院と参議院の各本会議で行われた内閣総理大臣指名選挙において自民党の菅義偉総裁が内閣総理大臣に指名された[5]。
  - 同日夜に皇居での親任式を経て、菅総裁が第99代内閣総理大臣に就任し、菅義偉内閣が正式に発足した[6]。
- 9月18日 - 会期末[7]。

### 会期後
- 10月25日 - 国会議員の後期補欠選挙予定日。両院とも欠員なしの為実施なし。

## 委員会・審査会・調査会
| 委員会・審査会                                     | 委員長・会長 | 所属会派                     |
| -------------------------------------------------- | ------------ | ---------------------------- |
| 内閣委員会                                         | 松本文明     | 自由民主党・無所属の会       |
| 総務委員会                                         | 大口善徳     | 公明党                       |
| 法務委員会                                         | 松島みどり   | 自由民主党・無所属の会       |
| 外務委員会                                         | 松本剛明     | 自由民主党・無所属の会       |
| 財務金融委員会                                     | 田中良生     | 自由民主党・無所属の会       |
| 文部科学委員会                                     | 橘慶一郎     | 自由民主党・無所属の会       |
| 厚生労働委員会                                     | 盛山正仁     | 自由民主党・無所属の会       |
| 農林水産委員会                                     | 吉野正芳     | 自由民主党・無所属の会       |
| 経済産業委員会                                     | 富田茂之     | 公明党                       |
| 国土交通委員会                                     | 土井亨       | 自由民主党・無所属の会       |
| 環境委員会                                         | 鷲尾英一郎   | 自由民主党・無所属の会       |
| 安全保障委員会                                     | 西銘恒三郎   | 自由民主党・無所属の会       |
| 国家基本政策委員会                                 | 森英介       | 自由民主党・無所属の会       |
| 予算委員会                                         | 棚橋泰文     | 自由民主党・無所属の会       |
| 決算行政監視委員会                                 | 生方幸夫     | 立憲民主・国民・社民・無所属 |
| 議院運営委員会                                     | 高木毅       | 自由民主党・無所属の会       |
| 懲罰委員会                                         | 平野博文     | 立憲民主・国民・社民・無所属 |
| 災害対策特別委員会                                 | 山本幸三     | 自由民主党・無所属の会       |
| 政治倫理の確立及び公職選挙法改正に関する特別委員会 | 山本拓       | 自由民主党・無所属の会       |
| 沖縄及び北方問題に関する特別委員会                 | 菊田真紀子   | 立憲民主・国民・社民・無所属 |
| 北朝鮮による拉致問題等に関する特別委員会           | 渡辺博道     | 自由民主党・無所属の会       |
| 消費者問題に関する特別委員会                       | 土屋品子     | 自由民主党・無所属の会       |
| 科学技術・イノベーション推進特別委員会             | 津村啓介     | 立憲民主・国民・社民・無所属 |
| 東日本大震災復興特別委員会                         | 伊藤達也     | 自由民主党・無所属の会       |
| 原子力問題調査特別委員会                           | 江渡聡徳     | 自由民主党・無所属の会       |
| 地方創生に関する特別委員会                         | 山口俊一     | 自由民主党・無所属の会       |
| 憲法審査会                                         | 佐藤勉       | 自由民主党・無所属の会       |
| 情報監視審査会                                     | 浜田靖一     | 自由民主党・無所属の会       |
| 政治倫理審査会                                     | 細田博之     | 自由民主党・無所属の会       |

| 委員会・審査会・調査会                       | 委員長・会長 | 所属会派             |
| -------------------------------------------- | ------------ | -------------------- |
| 内閣委員会                                   | 水落敏栄     | 自由民主党・国民の声 |
| 総務委員会                                   | 若松謙維     | 公明党               |
| 法務委員会                                   | 竹谷とし子   | 公明党               |
| 外交防衛委員会                               | 北村経夫     | 自由民主党・国民の声 |
| 財政金融委員会                               | 中西祐介     | 自由民主党・国民の声 |
| 文教科学委員会                               | 吉川有美     | 自由民主党・国民の声 |
| 厚生労働委員会                               | 園田修光     | 自由民主党・国民の声 |
| 農林水産委員会                               | 江島潔       | 自由民主党・国民の声 |
| 経済産業委員会                               | 真山勇一     | 立憲民主・社民       |
| 国土交通委員会                               | 田名部匡代   | 立憲民主・社民       |
| 環境委員会                                   | 牧山弘恵     | 立憲民主・社民       |
| 国家基本政策委員会                           | 古川俊治     | 自由民主党・国民の声 |
| 予算委員会                                   | 金子原二郎   | 自由民主党・国民の声 |
| 決算委員会                                   | 中川雅治     | 自由民主党・国民の声 |
| 行政監視委員会                               | 川田龍平     | 立憲民主・社民       |
| 議院運営委員会                               | 松村祥史     | 自由民主党・国民の声 |
| 懲罰委員会                                   | 室井邦彦     | 日本維新の会         |
| 災害対策特別委員会                           | 杉久武       | 公明党               |
| 沖縄及び北方問題に関する特別委員会           | 小西洋之     | 立憲民主・社民       |
| 政治倫理の確立及び選挙制度に関する特別委員会 | 山谷えり子   | 自由民主党・国民の声 |
| 北朝鮮による拉致問題等に関する特別委員会     | 丸川珠代     | 自由民主党・国民の声 |
| 政府開発援助等に関する特別委員会             | 山本順三     | 自由民主党・国民の声 |
| 地方創生及び消費者問題に関する特別委員会     | 佐藤信秋     | 自由民主党・国民の声 |
| 東日本大震災復興特別委員会                   | 青木愛       | 立憲民主・社民       |
| 国際経済・外交に関する調査会                 | 鶴保庸介     | 自由民主党・国民の声 |
| 国民生活・経済に関する調査会                 | 白眞勲       | 立憲民主・社民       |
| 資源エネルギーに関する調査会                 | 宮澤洋一     | 自由民主党・国民の声 |
| 憲法審査会                                   | 林芳正       | 自由民主党・国民の声 |
| 情報監視審査会                               | 中曽根弘文   | 自由民主党・国民の声 |
| 政治倫理審査会                               | 有村治子     | 自由民主党・国民の声 |